# 德国联邦最高法院
联邦最高法院（简称BGH）是德国普通法院系统的最高法院，也是德国民事和刑事案件的终审法院。此外，此外，该法院还管辖部分专门法律领域，例如法律职业法律规范等。
联邦最高法院的主要职责是维护法律适用的同意性、推动法律发展，并对下级法院作出的裁判进行司法审查。根据《基本法》第95条第1款，联邦最高法院与联邦最高行政法院、联邦最高财政法院、联邦最高社会法院、联邦最高劳动法院构成德国五大联邦最高法院。同时，联邦最高法院是除联邦宪法法院以外，设立在卡尔斯鲁厄的联邦法院（依据《法院组织法》第123条），其另有两个审判庭设于莱比锡。
联邦最高法院主要负责审理对州法院和州高等法院判决提出的上诉或者抗告。作为法律审法院，联邦最高法院的审查范围原则上不涉及事实认定问题，而仅就原审裁判是否存在法律错误进行裁决。
在行政隶属关系上，联邦最高法院与联邦财政法院、联邦行政法院均受联邦司法部管辖。在确保司法独立的前提下，联邦司法部对上述法院行使职务监督权。

## 办公地点

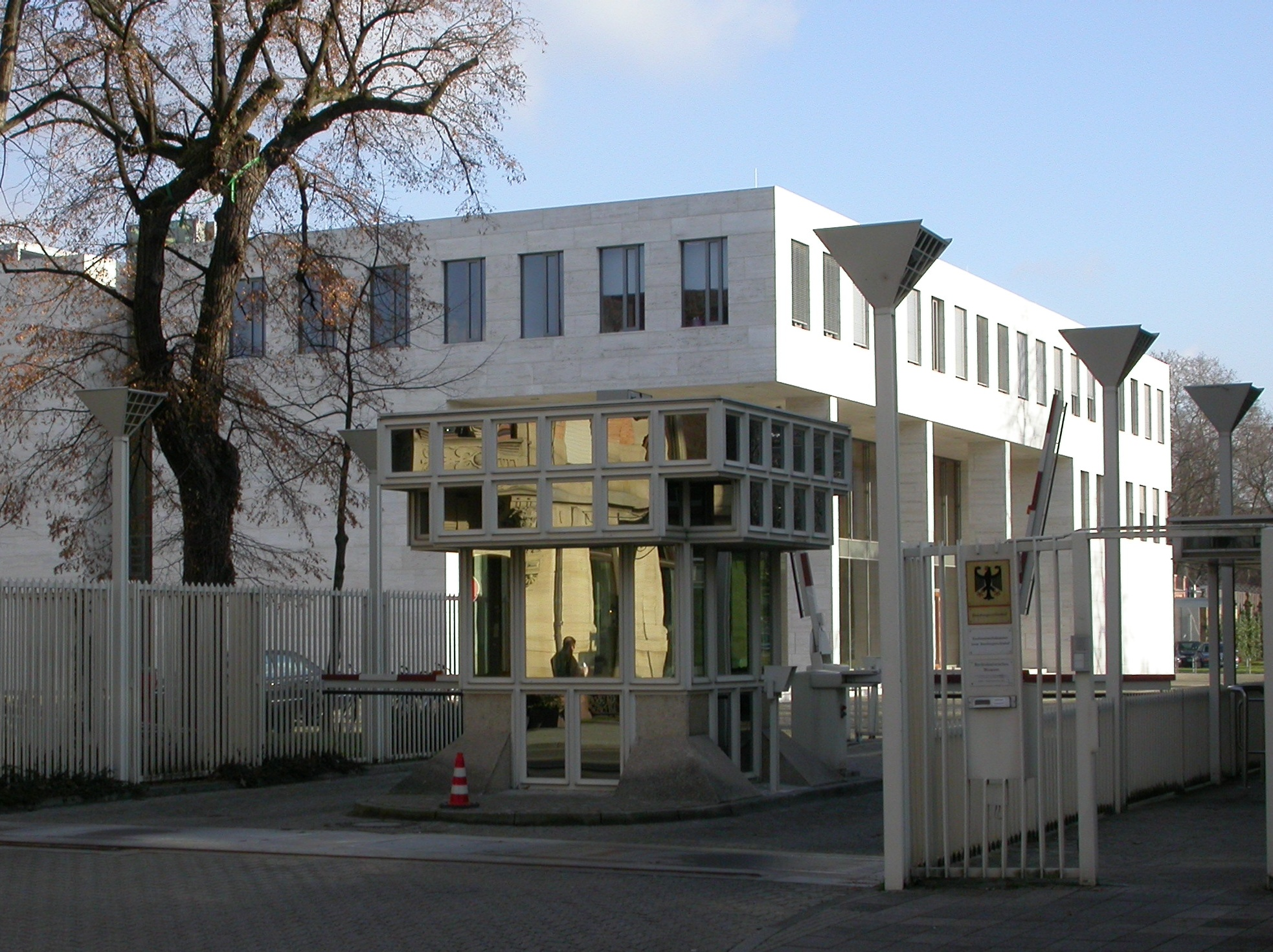
联邦最高法院新办公大楼

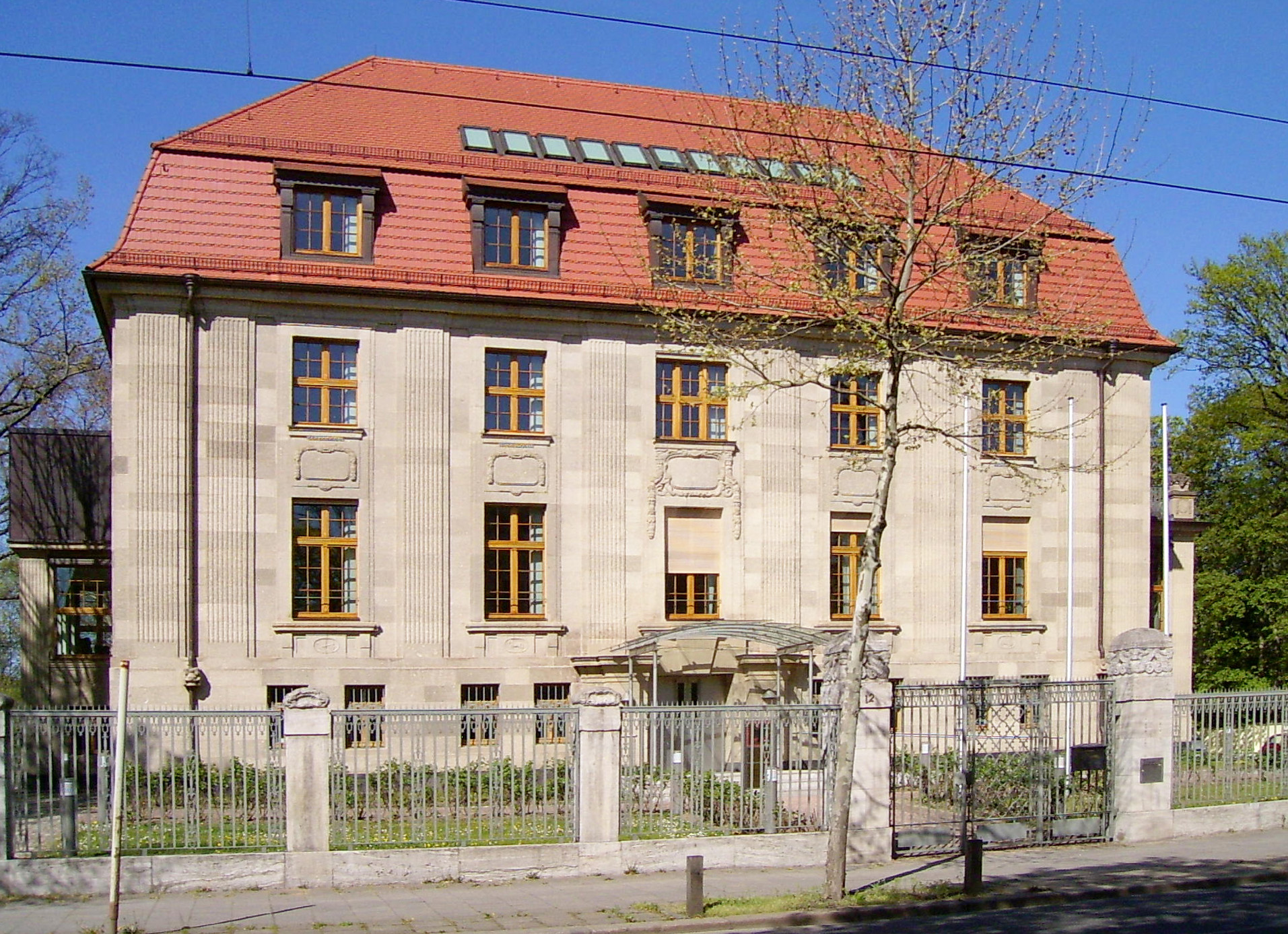
莱比锡办公地点

联邦最高法院于1950年10月1日设立，其法律基础为《1950年9月12日关于恢复法院组织、民事司法、刑事诉讼及费用法领域法律统一的法律》（《联邦法律公报》1950年，第455页），后者通过引入《法院组织法》第9编（第123—140条）作为联邦最高法院的建制基础。
在初期，联邦最高法院下设五个民事庭和四个刑事庭，其 本部驻地始终位于卡尔斯鲁厄。作为其前身机关，设立在原英国占领区科隆的“英占区最高法院”于1950年9月底解散。为维系“西柏林与联邦德国的历史纽带”，联邦最高法院第五刑事庭自1952年1月1日设立起便驻柏林，后于1997年根据联邦司法部长颁布的命令迁于莱比锡。
德国统一后，当局曾计划将联邦最高法院本部由卡尔斯鲁厄迁入莱比锡帝国法院大楼，但因法官群体反对及其他各种政治因素而未果。
根据1992年联邦制委员会建议（该建议后被联邦议院决议“知悉”），仅第五刑事庭迁至莱比锡。2002年8月22日，原驻柏林的联邦行政法院入驻帝国法院大楼。联邦制委员会还建议，联邦最高法院每新增设一个民事庭，即应有一个刑事庭迁往莱比锡，入驻当地的萨克别墅，此即“滑动条款”（Rutschklausel）。2003—2004年及2009—2010年临时设立“辅助法庭”（Hilfssenate）期间，当局以法庭属临时性为由未适用该条款，引发萨克森州司法部长在2017年对此的公开批评。
2018年11月，德国联邦议院预算委员会鉴于联邦最高法院的工作负荷日益加重，批准增设一个常设民事庭和刑事庭。2019年与2020年，第十三民事庭（驻卡尔斯鲁厄）与第六刑事庭（驻莱比锡）相继设立。尽管存在初期场地顾虑，第六刑事庭仍依“滑动条款”与第五刑事庭共同入驻莱比锡萨克别墅。

## 法院组织
联邦最高法院的审判程序由该院全体会议通过的《联邦最高法院议事规则》予以规范（《法院组织法》第140条）。

### 审判组织
联邦最高法院的法官按专业领域分属不同的审判庭，各庭由一名庭长及六至八名法官组成。根据《法院组织法》第139条第1款规定，具体案件的裁判由庭长与四名法官组成的合议庭（称为“庭审组”）作出，故各审判庭原则上以五人合议制运作。
审判庭数量由联邦司法部长依《法院组织法》第130条确定，自建院以来已多次调整。1990至2019年间共设十二个民事庭（以罗马数字编号）和五个刑事庭（以阿拉伯数字编号）；2019年与2020年各增设一个审判庭后，现设十三个民事庭和六个刑事庭。

#### 临时审判庭
联邦最高法院曾在2003年至2004年曾设第九之一民事庭作为第九民事庭的临时辅助机构，并在2009年至2010年设第十之一民事庭临时分担第十民事庭工作。而在2021年8月1日，为专门审理“柴油发动机案件”增设第六之一民事庭作为临时审判庭。

#### 专门审判庭
联邦最高法院另设有八个专门审判庭，其中六个涉及法律职业纪律案件，包括：
- 联邦职务法庭（管辖法官及联邦审计署成员的职务行为案件）
- 公证人员事务庭
- 律师事务庭
- 专利律师事务庭
- 会计事务庭
- 税务师及税务代理人事务庭

其余两个专门审判庭为卡特尔庭和农业事务庭。
由于专门审判庭法官仅需不定期开展工作，因此其是由民事庭或刑事庭的法官兼任。
除卡特尔庭与普通审判庭同样采用五名职业法官合议制外，其他专门庭均采用三名职业法官与两名相关行业陪审法官组成的特别合议制；联邦职务法庭的陪审法官可由涉案法官所属法院的法官担任。

#### 侦查法官
与其他刑事法院相同，联邦最高法院设专职侦查法官处理联邦总检察长提出的侦查措施申请（如搜查、扣押、逮捕令等），其人数由联邦司法部长确定（《法院组织法》第130条）。此职位亦由刑事庭或民事庭法官兼任。2016年前长期配置六名定额侦查法官，仅以少量工作时间处理此类事务；2017年起改革为两名专职侦查法官（主要负责）加四名候补法官的配置。对侦查法官裁决的申诉（《刑事诉讼法》第304条第5款），由联邦最高法院刑事庭以三人特别合议庭（《法院组织法》第139条第2款）审理，此系“有限移审效应”的体现。

### 案件管辖
联邦最高法院对各类案件的分配由《审判业务分配方案》（Geschäftsverteilungsplan）加以规定。根据法官法定原则，联邦最高法院受理案件前，即须依据抽象、普遍的标准预先确定具体由哪个审判庭及其组成人员负责审理，以避免人为操纵。
根据《法院组织法》第130条，联邦最高法院设立民事审判庭和刑事审判庭，二者缺一不可。该法第130条第1款第2句同时规定，各审判庭的具体数量由联邦司法部长确定。除民事和刑事审判庭外，还设有大合议庭、法律规定的专门审判庭以及职业纪律和职务案件审判庭。
联邦最高法院《案件分配计划》对审判庭的管辖权作出如下划分：
- 民事案件：根据所涉法律领域确定管辖
- 刑事案件：原则上由原审法院作出被上诉裁决的对应审判庭管辖

此外，第一、第三和第四刑事审判庭还承担特定的专门管辖任务。
现行2019年版《审判业务分配方案》的管辖划分如下：

#### 刑事审判庭
| 审判庭         | 职责范围 |
| -------------- | --- |
| 第一刑事审判庭 | 管辖慕尼黑、斯图加特、卡尔斯鲁厄高级地方法院辖区的案件；同时负责军事刑事案件、危害国防罪行，以及税务与关税犯罪案件。 |
| 第二刑事审判庭 | 管辖法兰克福、耶拿与科隆高级地方法院辖区的案件；同时负责未有特别分配的其他案件。                                     |
| 第三刑事审判庭 | 管辖杜塞尔多夫、奥尔登堡与科布伦茨高级地方法院辖区的案件；同时负责国家安全案件。                                     |
| 第四刑事审判庭 | 管辖哈姆与茨魏布吕肯高级地方法院辖区的案件；同时负责交通犯罪案件。                                                   |
| 第五刑事审判庭 | 管辖柏林高等法院辖区的案件；以及不来梅、德累斯顿、汉堡、萨尔布吕肯与石勒苏益格高级地方法院辖区的案件。               |
| 第六刑事审判庭 | 管辖班贝格、纽伦堡、罗斯托克、策勒、瑙姆堡、勃兰登堡与不伦瑞克高级地方法院辖区的案件。                               |

#### 民事审判庭
| 审判庭           | 职责范围                                                                     |
| ---------------- | ---------------------------------------------------------------------------- |
| 第一民事审判庭   | 著作权法、商标法、外观设计法、不正当竞争法、品种命名法、运输法、经纪人法     |
| 第二民事审判庭   | 公司法、协会法                                                               |
| 第三民事审判庭   | 国家赔偿法、公证人责任、基金会法、委托法、无因管理                           |
| 第四民事审判庭   | 继承法、保险合同法                                                           |
| 第五民事审判庭   | 不动产法、邻地关系法、住宅物业法                                             |
| 第六民事审判庭   | 侵权法                                                                       |
| 第七民事审判庭   | 工程承包合同法、建筑师法、强制执行法                                         |
| 第八民事审判庭   | 买卖法、住宅租赁法                                                           |
| 第九民事审判庭   | 破产法、律师责任、税务顾问责任                                               |
| 第十民事审判庭   | 专利法、植物品种保护法（不包括品种命名）、旅游合同法、赠与法                 |
| 第十一民事审判庭 | 银行业法（贷款、担保转移、保证）、资本市场法                                 |
| 第十二民事审判庭 | 家庭法、监护法、商用租赁法                                                   |
| 第十三民事审判庭 | 政府采购法、涉及《可再生能源法》或《热电联产法》的买卖合同、人身自由剥夺案件 |

#### 其他审判庭
| 审判庭                   | 职责范围                                             |
| ------------------------ | ---------------------------------------------------- |
| 卡特尔庭                 | 对高等地方法院卡特尔庭裁决的上诉及其他法定管辖事项。 |
| 联邦职务法庭             | 《德国法官法》及《联邦审计署法》规定的管辖事项       |
| 公证人员事务庭           | 《联邦公证人员条例》规定的管辖事项                   |
| 律师事务庭               | 《联邦律师条例》规定的管辖事项                       |
| 专利律师事务庭           | 《专利律师条例》规定的管辖事项                       |
| 农业事务庭               | 《农业案件审理法》规定的农业案件                     |
| 会计师事务庭             | 《会计师条例》规定的管辖事项                         |
| 税务师及税务代理人事务庭 | 《税务咨询法》规定的管辖事项                         |

### 历史沿革
自联邦最高法院成立以来，各审判庭的管辖权范围历经多次调整，以适应特定法律领域的重大变化，并平衡各庭的工作负荷。这种调整尤其体现在1990年后五个刑事审判庭对高等地方法院辖区的管辖权分配上：
两德统一前，第五刑事审判庭驻地位于西柏林，但同时始终管辖其他西德高等地方法院辖区。随着德国统一，该审判庭迁至莱比锡，但至今仍保留对柏林州的管辖权。
统一后的最初几年，新联邦州仍保留原东德的地区法院体系。每个刑事审判庭分别管辖五个新联邦州之一的地区法院案件（梅克伦堡-前波莫瑞州归第一刑事庭，图林根州归第二刑事庭，萨克森州归第三刑事庭，萨克森-安哈尔特州归第四刑事庭，勃兰登堡州归第五刑事庭）。直到1993年和1994年，才相继设立了耶拿、瑙姆堡、罗斯托克、勃兰登堡和德累斯顿高等地方法院。
统一后，仍有个别高等地方法院的管辖权被调整至其他刑事审判庭，如1991年，奥尔登堡高等地方法院从第五刑事庭调整至第三刑事庭；1993年，新设立的罗斯托克高等地方法院从第一刑事庭调整至第四刑事庭等。
随着联邦最高法院第六刑事审判庭于2020年2月重新设立，以下高等地方法院辖区被划归该庭管辖：班贝格和纽伦堡（原属第一刑事庭）、罗斯托克（原属第二刑事庭）、策勒（原属第三刑事庭）、瑙姆堡（原属第四刑事庭）以及勃兰登堡和不伦瑞克（原属第五刑事庭）。

### 审判庭工作流程
当案件根据《审判业务分配方案》被划归相应审判庭处理后，该审判庭将依据《法院组织法》第21g条在司法年度开始前制定的《审判业务分配方案》，确定具体承办案件的合议庭组成人员及承办法官（即负责卷宗审查与案件准备工作的法官）。审判庭庭长原则上不担任承办法官，但须在报告法官之外对所有分配至本庭的案件材料进行复核（“四眼原则”，即双重审查机制）。
审判庭定期召开案件评议会。民事案件的评议通常以各承办法官撰写的“意见书”（包含法律意见和裁判建议）为基础。刑事案件中，由各承办法官在评议会上口头总结其承办的案件，并指出相关的法律问题，随后全体成员共同进行案件讨论。在特定条件下，审判庭可依据讨论结果作出书面裁定，无需开庭审理。若需开庭审理，原则上应公开进行。
上诉案件的庭审采用法官与诉讼参与人对话形式，重点审查原判决是否存在法律错误。随后的判决评议阶段如合议庭成员间未能达成一致意见，则由五位法官通过投票表决（各享有一票表决权）形成最终裁判结果，并以判决形式宣告。

## 案件类型管辖权
根据《法院组织法》第133条和第135条，联邦最高法院主要作为上诉法院行使职权。此外，在民事案件中，联邦最高法院还负责处理越级上诉（Sprungrevision）、法律抗告（Rechtsbeschwerde）和越级法律抗告（Sprungrechtsbeschwerde）；在刑事案件中，联邦最高法院还负责审理针对高级地方法院裁定或者决定的抗告，以及对联邦最高法院调查法官作出的决定提出的抗告。根据据其他法律中的特别规定，其他特别法律规定亦赋予联邦最高法院特定案件的管辖权。

## 大审判庭制度
根据《法院组织法》第132条第1款，联邦最高法院设立民事大审判庭和刑事大审判庭，二者合成联合大审判庭。依同条第5款，民事大法庭由院长及各民事审判庭中的一位法官组成，刑事大法庭则由院长及各刑事审判庭中的两位法官组成。大审判庭的成员由审判庭庭长会议指定（《法院组织法》第132条第6款）；各审判庭庭长通常也担任该审判庭在大审判庭中的代表。
当某一审判庭在法律问题上拟偏离另一审判庭的既有判例，而后者在被征询后坚持其立场时，根据《法院组织法》第132条第2和第3款，该问题须提交大法庭裁决。根据第138条第1款，大法庭对该法律问题作出具有约束力的裁决：
- 若为两个民事审判庭之间的分歧，由民事大审判庭裁定；
- 若为两个刑事审判庭之间的分歧，由刑事大审判庭裁定；
- 若为民事审判庭与刑事审判庭之间的分歧，则由联合大审判庭作出裁决。

此外，若某一审判庭认为某一法律问题具有重大意义，并且出于法律发展或统一司法判例的需要，也可以主动将该问题提交大审判庭裁决（《法院组织法》第132条第4款）。其实体裁判须遵守大审判庭对法律问题的裁定（《法院组织法》第138条第1款第3句）。由于不涉及事实审理，大审判庭可不经公开庭审即作出书面决定（《法院组织法》第138条第1款第2句）。在刑事案件中，大审判庭须听取联邦总检察长的意见，听取可在评议过程中进行（《法院组织法》第138条第2款）。
在意见不一致的情形下，最终的裁决结果通过表决方式形成，每位法官拥有一票；如出现票数相同的情形，由院长的决定性投票（《法院组织法》第132条第6款第3句）。

## 与其他法院的关系
联邦最高法院作为普通法院体系中的最高法院，其地位处于各州初级法院、地方法院和地方高等法院之上，其裁判一经宣布即具有法律效力，通常不可再循上诉程序进行复审。
尽管如此，如同其他公权力行为一样，联邦最高法院作出的裁判依然可以作为联邦宪法法院的宪法诉讼审查对象。不过，宪法诉讼并不是对宪法法院的裁判作出全面性审查，而仅依《基本法》审查其是否侵犯基本权利。
若当事人认为联邦最高法院的裁判违反《欧洲人权公约》，并且在穷尽国内法律救济手段（尤其是循宪法诉讼救济未果）的情况下，可向欧洲人权法院提起诉讼。然而，就欧洲人权法院作出的裁判在德国的法律拘束力，目前学界和实务界仍无统一意见。
联邦最高法院与其他联邦最高专业法院（如联邦最高行政法院、联邦最高劳动法院）之间地位平等，并无从属关系，因此彼此之间也不得推翻或者否定对方的法律见解。若联邦最高法院与其他联邦最高专业法院之间在法律适用上存在分歧，依照《基本法》第95条第3款，须由联邦最高法院联合审判庭（Gemeinsamer Senat der obersten Gerichtshöfe des Bundes）处理所争议的法律问题。
当联邦最高法院适用欧盟法，但同时所涉及到的法律问题尚无欧洲法院的判例，作为终审法院，联邦最高法院有义务根据《欧洲联盟运作条约》第267条，通过先决问题程序（Vorabentscheidungsverfahren）向欧洲法院提出询问。而欧洲法院对此做出的答复对联邦最高法院具法律拘束力，其后的判决必须以此为依据。
联邦最高法院的判例在奥地利法学界也具有重要影响，特别是在商法领域。奥地利自1938年沿用德国《商法典》，即便自2007年1月1日起后者更名为《企业法典》并经大幅修订，但在众多领域中仍与德国《商法典》保持高度一致，奥地利法院在解释相关法律时，常借鉴联邦法院的法律意见

## 人员
联邦最高法院的人员除了法官外，还包括公务员、按合同雇佣的员工和助理。

### 院长
院长是联邦最高法院的首长，其职位依《法院组织法》第124条设立。同时，院长也是联邦最高法院全体员工的上级主管。
根据《法院组织法》第21a条，院长为联邦最高法院主席团的当然主席。主席团中除主席外，还有十位经选举产生的法官担任主席团成员。主席团的主要任务是决定各审判庭的人员构成及审判业务分配。
在通常情况下，院长不直接参与民事或者刑事案件的审判，但其担任卡特尔庭成员。此外，根据《法院组织法》第132条第6款第3句，院长担任联合大审判庭庭长，若审判庭中出现票数相同的情形，须由院长投下决定性一票。
根据《联邦律师条例》第106条第2款，院长依法担任律师事务审判庭庭长。
自2014年7月1日起，由贝蒂娜·林佩格出任第九任联邦法院院长，她也是该职位的首位女性任职者。
|   | 姓名                                           | 任期開始時間  | 任期結束時間   |
| - | ---------------------------------------------- | ------------- | -------------- |
| 1 | 赫尔曼·魏因考夫 (Hermann Weinkauff，1894–1981) | 1950年10月1日 | 1960年3月31日  |
| 2 | 布鲁诺·霍伊辛格 (Bruno Heusinger，1900–1987)   | 1960年4月1日  | 1968年3月31日  |
| 3 | 罗伯特·菲舍尔 (Robert Fischer，1911–1983)      | 1968年4月1日  | 1977年9月30日  |
| 4 | 格尔德·普法伊费尔 (Gerd Pfeiffer，1919–2007)   | 1977年10月1日 | 1987年12月31日 |
| 5 | 瓦尔特·奥德斯基 (Walter Odersky，* 1931)       | 1988年1月1日  | 1996年7月31日  |
| 6 | 卡尔曼·盖尔 (Karlmann Geiß，* 1935)            | 1996年8月1日  | 2000年5月31日  |
| 7 | 京特·希尔施 (Günter Hirsch，* 1943)            | 2000年7月15日 | 2008年1月31日  |
| 8 | 克劳斯·托尔克斯多夫 (Klaus Tolksdorf，* 1948)  | 2008年2月1日  | 2014年6月31日  |
| 9 | 贝蒂娜·林佩格 (Bettina Limperg，* 1960)        | 2014年7月1日  |                |

### 副院长
副院长是院长的常任代表，在院长缺席时代为履行其职责。同时，副院长担任某一审判庭庭长。
在1968年之前，副院长职位并非独立设置。在此之前，根据《联邦最高法院业务规则》第5条（Geschäftsordnung des Bundesgerichtshofs），由任职时间最长的审判庭庭长作为院长的常设代表。
此后，该职位被正式设立为独立职务。
在2015年8月1日至2016年12月2日期间，副院长职位一度空缺。自那以后，于尔根·埃伦贝格（Jürgen Ellenberger）担任联邦最高法院副院长。

### 法官与审判庭庭长
联邦最高法院法官因其所承担的职责而肩负着特殊的责任。对法官的选任足以对德国的司法判例实践产生显著影响。因此，法官的选任由一个法官遴选委员会负责（《法院组织法》第125条第1款），该委员会由各联邦州的司法部长和联邦议院选出的十六名成员组成。根据《法官选任法》第10条，候选人可以由联邦司法部长或法官遴选委员会成员提名。
只有拥有德国国籍且已年满35周岁者，方可被选为联邦法院法官（《法院组织法》第125条第2款）。联邦最高法院的院务委员会会对被提名人选的个人品行与专业能力发表意见，但此意见对法官遴选委员会不具有约束力。法官遴选委员会以不记名投票方式进行表决，以获得多数票者当选（《法官选任法》第12条）。当选后，法官由联邦总统任命。
联邦法院的法官原则上为专职、编制内的职业法官。仅在某些专业审判庭（如涉及律师、注册税务师、专利律师等的法规范领域）作出裁判时，会由三名职业法官与两名来自相应职业领域的名誉法官共同组成合议庭。
联邦最高法院的职业法官作为联邦高级法院的法官，通常隶属R6薪酬等级，而担任审判庭庭长者则为R8等级。此外，所有人都享有一项联邦补贴。截至目前，联邦法院共有129名法官和庭长法官。
这些法官依据《基本法》第97条第1款独立履职，且根据第97条第2款第2句，这些法官皆为终身任职，因此除非存在重大违纪行为，否则其不得在退休前被免职。如需对法官进行纪律处分，乃至将其免职，则由联邦最高法院内部设立的联邦职务法庭，依据《德国法官法》第62条作出最终裁决。

### 助理
联邦最高法院常年聘请约五十位助理（官方称为“科研辅助人员”）。助理必须具有担任法官的资格，通常为初等法院、地方法院、地方高等法院或者联邦专利法院的法官或者是检察官借调至联邦最高法院参与工作。其主要任务是协助法官开展文献检索、撰写意见书和裁判文书草稿等工作。通常，每个民事审判庭分配三名助理，每个刑事审判庭分配两名助理。